# Сетуньский мост
Се́туньский мост — мост в Москве через реку Сетунь, в её устье. Соединяет Бережковскую набережную и Воробьёвское шоссе. Построен в 1953 году по проекту архитектора К. П. Савельева, инженер строительства О. В. Сосонко.

## История
Предыдущий мост на этом месте существовал уже в 1900 году.
По старому мосту в 1938 году прошла одна из первых в Москве троллейбусных линий, соединившая Киевский вокзал с посёлком Совкино (Мосфильмом).
Старый мост был немного ниже нынешнего по течению и пересекал реку под углом, более близким к прямому, чем современный. Из-за этого Воробьёвское шоссе после моста делало серьёзный изгиб.
Постройка нового моста осуществлена в 1953 году в рамках освоения территории Воробьёвых гор, в том числе строительства комплекса МГУ.
С 2008 года мост находится на ремонте без закрытия движения с поэтапной заменой пролётного строения.

## Транспорт
По мосту проходит троллейбусная линия (используется маршрутами 7, 17, 34). Ближайшая к мосту остановка общественного транспорта — «Воробьёвское шоссе».